# Aarão-Ben-Chaln
Aarão-Ben-Chaln (Fez - Veneza, 1610) foi um famoso rabino e escritor. Nascido na primeira metade do século  XVI, escreveu varias obras sendo as seguintes as mais conhecidas: O coração de Aarão, Oferenda de Aarão e As interpretações de Aarão.